# Ján Baranec
Ján Baranec [ján baraněc] (* 29. března 1949) je bývalý slovenský fotbalový brankář.

## Fotbalová kariéra
V československé lize hrál za VSS Košice. Nastoupil v 96 ligových utkáních. Začínal ve Spartaku Tlmače, v sezoně 1973/74 chytal za třetiligový ŽSNP Žiar nad Hronom.

## Ligová bilance
| Ročník                                      | Zápasy | Góly | Klub                 |
| ------------------------------------------- | ------ | ---- | -------------------- |
| 1. slovenská národní fotbalová liga 1973/74 | -      | 0    | ŽSNP Žiar nad Hronom |
| 1. československá fotbalová liga 1974/75    | 15     | 0    | VSS Košice           |
| 1. československá fotbalová liga 1975/76    | 27     | 0    | VSS Košice           |
| 1. československá fotbalová liga 1976/77    | 30     | 0    | VSS Košice           |
| 1. československá fotbalová liga 1978/79    | 16     | 0    | ZŤS Košice           |
| 1. československá fotbalová liga 1979/80    | 8      | 0    | ZŤS Košice           |
| CELKEM 1. liga                              | 96     | 0    |                      |